# Eduardo W. Villa
Eduardo Wenceslao Villa Romero (Baviácora, Sonora, 26 de octubre de 1888 - Ciudad de México, 30 de octubre de 1960) fue un profesor, pedagogo, periodista e historiador mexicano. Fungió de 1939 a 1940 como Secretario de la Dirección General de Educación Pública del Estado de Sonora y de 1941 a 1942 como Director General de Educación, fue uno de los primeros catedráticos de la Universidad de Sonora y colaboró como periodista para los periódicos La Raza, La Razón y El Imparcial.

## Biografía
Nació en Baviácora (Sonora), siendo el duodécimo hijo del matrimonio entre Rómulo Villa y de María Jesús Romero, originarios de Ures y de Aconchi (Sonora).
Realizó los estudios primarios en su natal Baviácora y posteriormente se mudó a Ures, Sonora con la finalidad de continuar su aprendizaje en el Colegio de Ures, institución de dónde egresaría con el título de Profesor de Instrucción Pública el 12 de julio de 1907.
Terminando sus estudios migra a Los Ángeles, California, dónde obtiene un empleo como profesor de español y comienza a estudiar el idioma inglés.
El 6 de julio de 1921 contrae matrimonio con Isaura Córdova en Mazatán, Sonora, con quien procrea tres hijas. Entre 1922 y 1930 se desempeñó como director de escuelas primarias en diversas poblaciones del estado de Sonora, primero estuvo en Ures, ciudad dónde nacería su primera hija Alicia en 1924, después regresaría a Baviácora, después Banámichi dónde nacerían sus otras dos hijas, Guadalupe y Ana Luisa; finalmente para 1930 se mudaría a Arizpe.
Fue en 1927 que inicia su labor como periodista, empezando a escribir en el periódico La Raza propiedad de Gabriel Monteverde y La Razón de Ignacio Pesqueira, continuando su colaboración de manera constante en diarios como El Imparcial hasta su muerte.
El 1 de febrero de 1936 funda el Departamento de Investigaciones Históricas, fungiendo como director hasta el año 1944, mismo año en que decida jubilarse del magisterio. Después de esto se dedica de manera exclusiva a continuar realizando investigaciones históricas por su cuenta, residiendo en la casa número 45 de la calle del Carmen de la ciudad de Hermosillo.
Entre sus obras más importantes se encuentram Síntesis Histórica del Obispado de Sonora, desde su creación hasta el momento presente, El Periodismo en Sonora, La Evolución de la Educación en Sonora y Nómina de los Gobernantes de Sonora desde la Colonia hasta nuestros días, Compendio de historia del Estado de Sonora (1937), Educadores sonorenses (1937), Sonora Heroico; Tres Pasajes Históricos (1936), Álbum de las Bodas de Plata del Excmo, Sr. Obispo de Sonora, doctor don Juan Navarrete y Guerrero (1944), Galería de Sonorenses Ilustres (1938), Historia de Sonora (1951).
Fallece a las 12 horas del día 30 de octubre de 1960, a los 72 años de edad en la Ciudad de México, donde se encontraba acompañando a su hija Guadalupe quien iba a ser sometida a una  operación quirúrgica.